# Thalheim (Dornburg)
Thalheim è una frazione del comune tedesco di Dornburg, nell'Assia.
Già comune autonomo, il 1º febbraio 1971 il suo territorio è stato unito a quello di Dornburg.